# Eufròsine

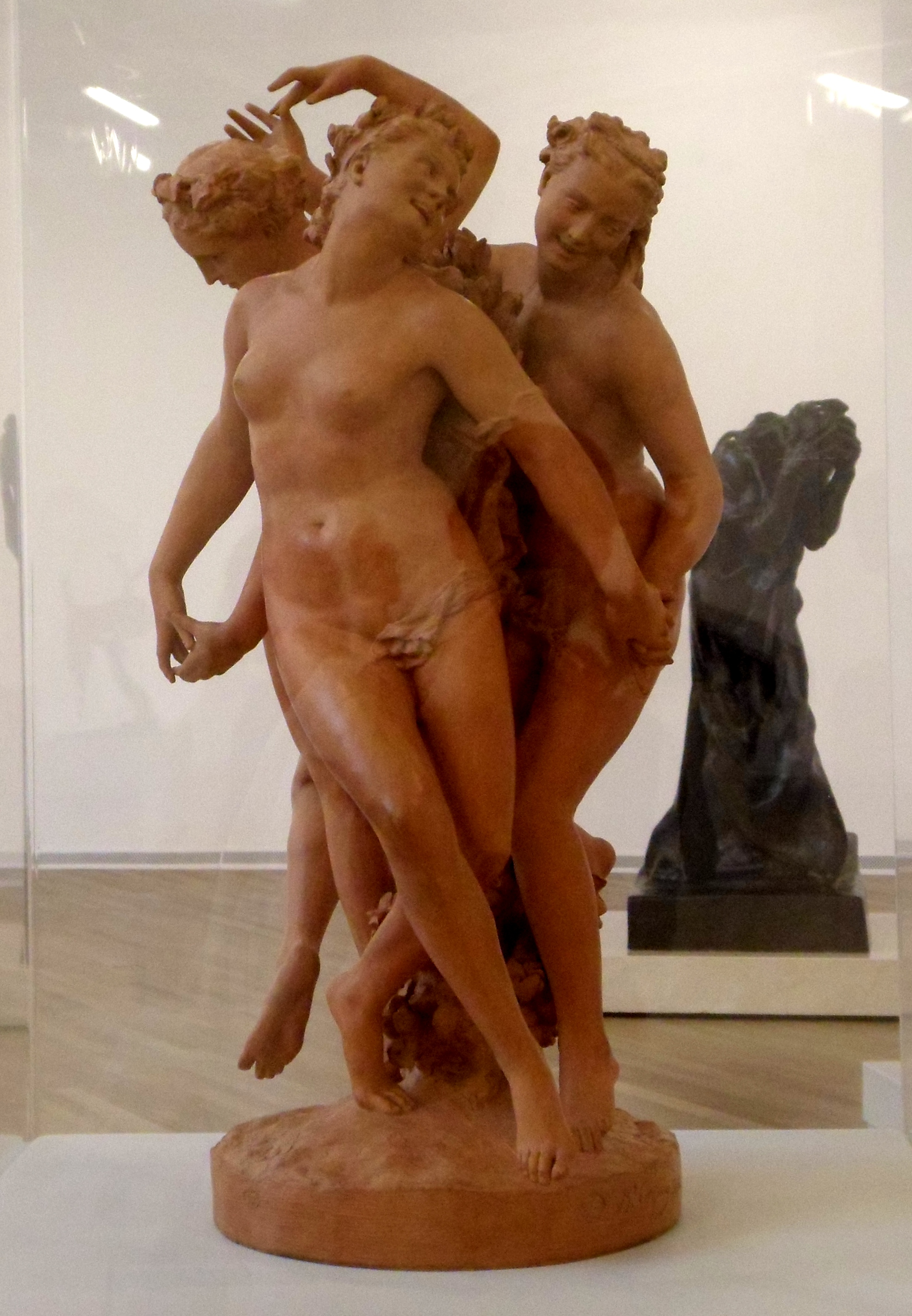
Les tres Càrites: Aglaia, Eufròsine i Talia.

Eufròsine (del grec Εὐφροσύνη) és una deessa de la mitologia grega, una de les Càrites (grec antic: Χάριτες; llatí: Charites / Chărĭtēs). Filla de Zeus i Eurínome. De vegades, com a les seves germanes Aglaia i Talia, se la considera filla d'Helios i Egle. Algunes vegades apareix anomenada Eutímia (Εὐϑυμία) o Eutíquia (Εὐτυχία).
Les Càrites o Gràcies viuen a l'Olimp en companyia de les muses, amb les quals de vegades formen cors. Pertanyen al seguici d'Apol·lo, el déu músic. Acompanyen tot sovint Atena, deessa de les tasques femenines i de l'activitat intel·lectual, i també Afrodita, Eros i Dionís.